# Mährenhüll
Mährenhüll ist ein Gemeindeteil der Gemeinde Wattendorf im oberfränkischen Landkreis Bamberg in Bayern.

## Geografie
Nachbarorte des Dorfes sind Rothmannsthal und Eichig im Norden, Bojendorf im Nordosten, Großziegenfeld und Pfaffendorf im Südosten, Wölkendorf, Schederndorf und Gräfenhäusling im Süden sowie Wattendorf selbst im Westen.

## Geschichte
Im Zuge der Gebietsreform in Bayern wurde Mährenhüll am 1. Mai 1978 in die Gemeinde Wattendorf umgegliedert. Zuvor war es ein Gemeindeteil der früheren Gemeinde Bojendorf, die insgesamt eingemeindet wurde.